# Bessemer (Michigan)
Bessemer is een plaats (city) in het uiterste westen van de Amerikaanse staat Michigan, en is de hoofdplaats van Gogebic County. Het stadje ligt in Bessemer Township, maar is politiek onafhankelijk.

## Demografie
Bij de volkstelling in 2000 werd het aantal inwoners vastgesteld op 2148. In 2006 is het aantal inwoners door het United States Census Bureau geschat op 1909, een daling van 239 (-11,1%).

## Geografie
Bessemer ligt in een skigebied op ongeveer 460 meter boven zeeniveau, niet ver van het Bovenmeer.
Volgens het United States Census Bureau beslaat de plaats een oppervlakte van 14,2 km², geheel bestaande uit land.

## Plaatsen in de nabije omgeving
De onderstaande figuur toont nabijgelegen plaatsen in een straal van 36 km rond Bessemer.